# Chordofony

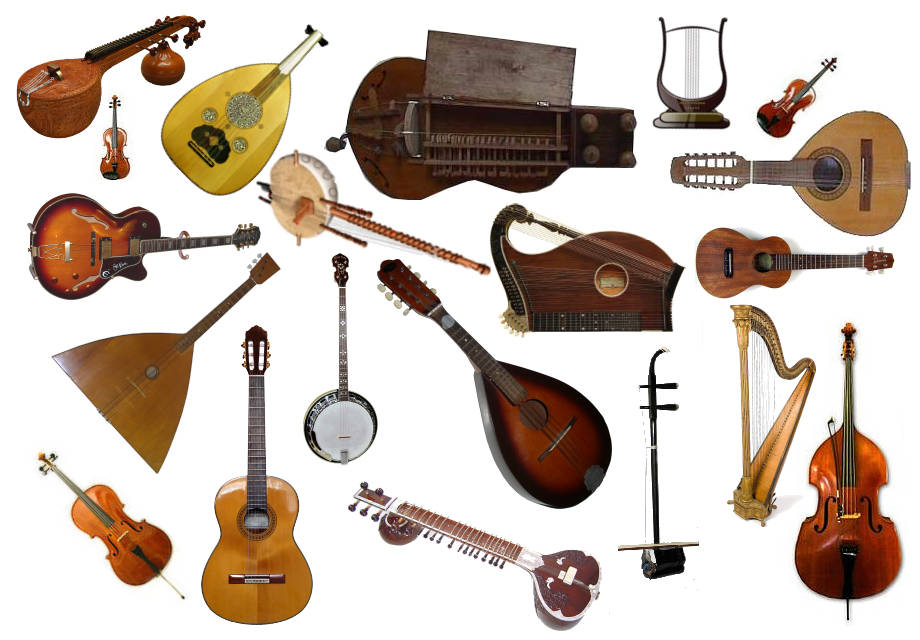
Niektóre instrumenty strunowe

Chordofony, instrumenty strunowe – grupa instrumentów muzycznych, w których źródłem dźwięku (wibratorem) są napięte, drgające struny. Struny mogą być pobudzane do drgań mechanicznie lub ręcznie (przez uderzanie, szarpanie palcami lub plektronem, pocieranie smyczkiem) oraz poprzez dęcie.
Określenia „chordofony” oraz „instrumenty strunowe” stosowane są zamiennie – obydwa wskazują tę samą grupę instrumentów.

## Budowa i zasada działania

Wibrująca struna skrzypiec

Klasyfikacja naukowa Hornbostela-Sachsa określa chordofonami przyrządy lub urządzenia składające się z przynajmniej jednej struny rozciągniętej między dwoma punktami. W drgającej strunie powstaje fala stojąca – źródło fal akustycznych. Generowany dźwięk ma wysokość zależną od długości struny, jej grubości, napięcia oraz ciężaru właściwego. W niektórych chordofonach wysokość dźwięku struny można regulować dynamicznie, technikami skracania: przyciskową i paznokciową. Struny wykonuje się z jelit zwierzęcych, metalu lub tworzyw sztucznych. Długość czynna struny ograniczona jest dwoma elementami konstrukcyjnymi instrumentu, którymi mogą być np. końce drzewca w łuku muzycznym, membrana i ręczny uchwyt do dynamicznego naciągania w indyjskim khamaku, podstawek i prożek górny w skrzypcach, podstawek i capotasto w fortepianie, czy podstawek i tangent w klawikordzie. Struna może być pobudzana do drgań mechanicznie lub ręcznie (przez uderzanie, szarpanie palcami lub plektronem, pocieranie smyczkiem) oraz poprzez dęcie.
Struny mają niewielką powierzchnię wypromieniowującą fale akustyczne, stąd większość chordofonów wyposażona jest w przyrząd wzmacniający natężenie dźwięku – rezonator (amplifikator). W instrumentach szyjkowych, w harfie i wszelkich odianach cytr, rolę tę pełni pudło rezonansowe, w innych, np. w fortepianie – płyta rezonansowa.
Barwa dźwięku chordofonów zależy od rodzaju materiału, z którego wykonane są struny i rezonator, gabarytów całego instrumentu i jego poszczególnych części konstrukcyjnych, oraz od sposobu wzbudzania drgań w strunie (od rodzaju incytatora).
Określenia „chordofony” (gr. chordé = struna, gr. phoné = dźwięk) oraz „instrumenty strunowe” stosowane są zamiennie – obydwa wskazują tę samą grupę instrumentów.

## Podział

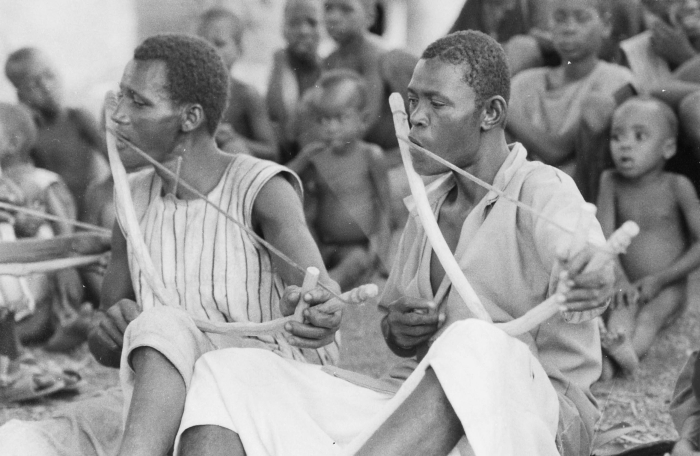
Muzycy grający na łukach muzycznych – chordofonach prostych

Kilka rozpowszechnionych sposobów klasyfikacji chordofonów (i generalnie instrumentów muzycznych) sprawia, że jeden instrument może być przyporządkowany do wielu kategorii jednocześnie, np. klawesyn jest chordofonem szarpanym, chordofonem prostym lub cytrą, cytrą skrzynkową oraz instrumentem klawiszowym.

### Klasyfikacja naukowa

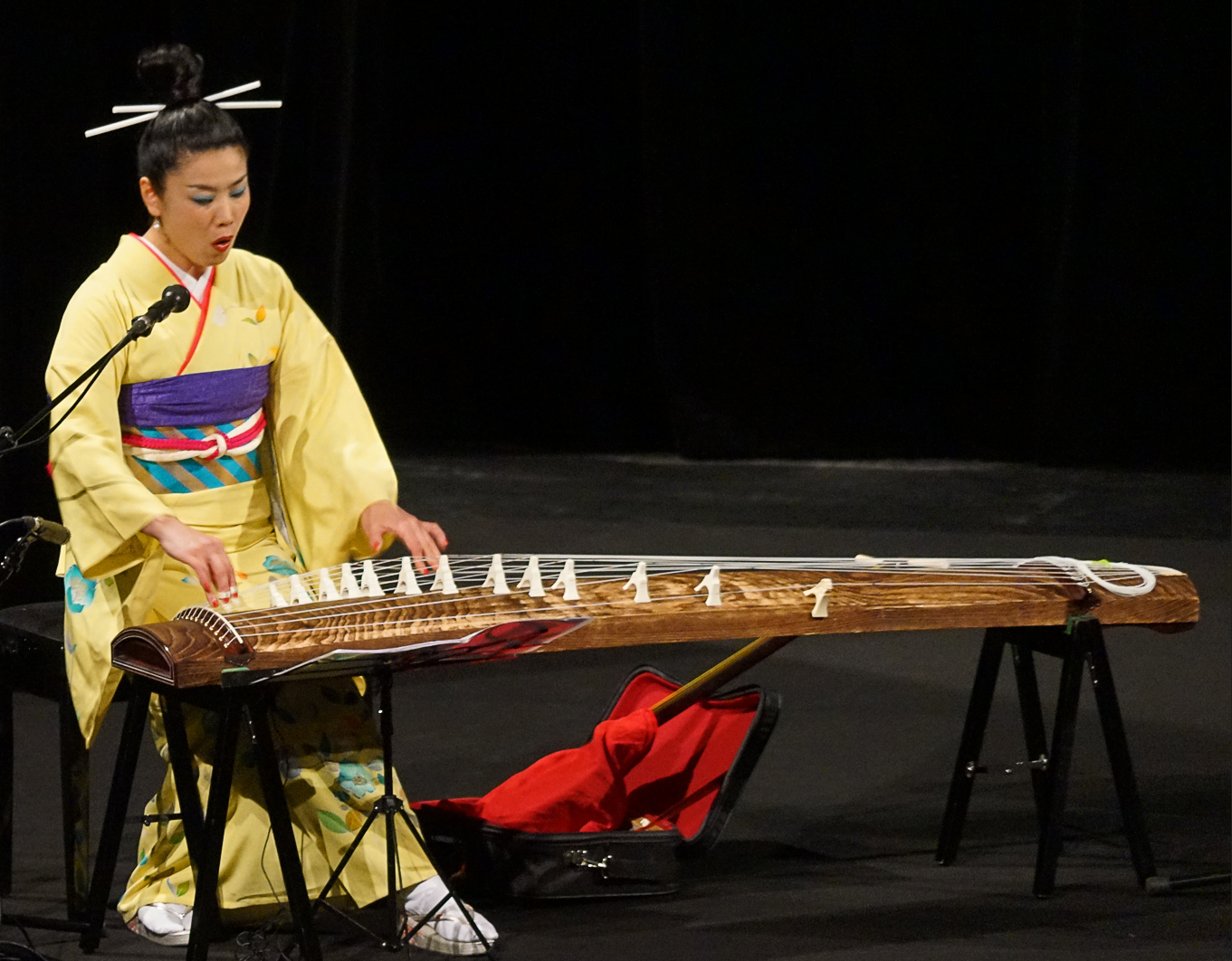
Instrumentalistka grająca na koto – cytrze szarpanej

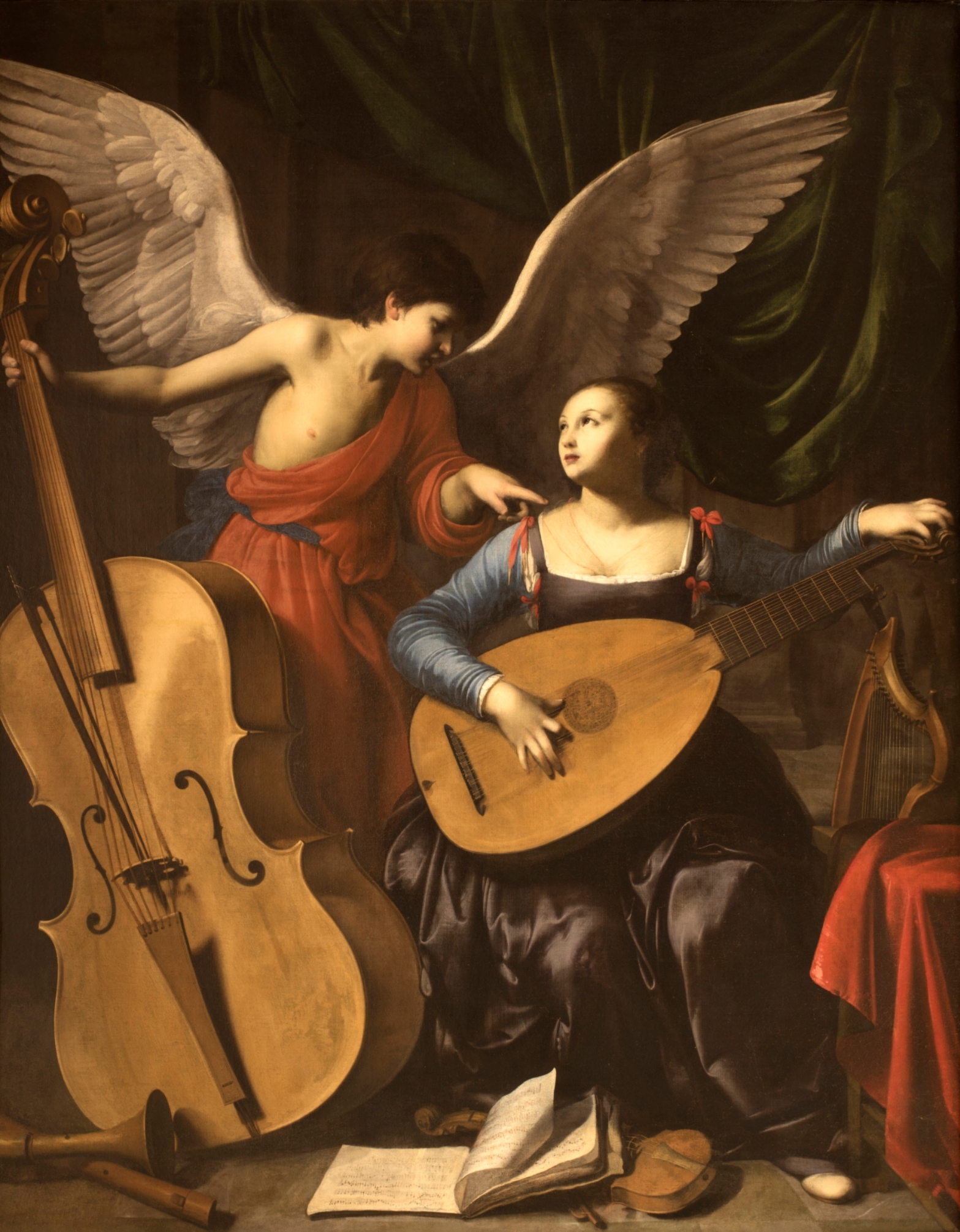
Kontrabas i lutnia teorbanizowana – chordofony złożone na obrazie Święta Cecylia i anioł (ok. 1620) Carla Saraceniego lub Guy François (malarz)

W opracowanej w 1914 przez Ericha Moritza von Hornbostela i Curta Sachsa, zrewidowanej w 2001 przez Konsorcjum MIMO klasyfikacji naukowej chordofonom przypisany jest identyfikator główny 3 i kolejno:
- 31: Chordofony proste lub cytry – instrumenty składające się jedynie z nośnika strun, lub z nośnika strun z rezonatorem, który nie jest jego integralną częścią i może być odłączony bez uszkodzenia urządzenia emitującego dźwięk (np. łuk muzyczny, vina, cytry tratwowe(inne języki), psalterium, cymbały, gęśle z Opola, fortepian, koto),
- 32: Chordofony złożone – instrumenty w których nośnik strun i rezonator są nierozerwalnie złączone i nie mogą być rozdzielone bez uszkodzenia instrumentu (np. adungu(inne języki), bałałajka, skrzypce, harfa),
- 33: Chordofony o zmiennym napięciu lub „bębny szarpane” – instrumenty ze strunami luźnymi (np. indyjski ānandalaharī(inne języki)).

Ponadto klasyfikacja Hornbostela-Sachsa wprowadza przyrostki definiujące dodatkowe parametry dla poszczególnych instrumentów:
- -1: z przetwornikami elektrycznymi,
- -2: pobudzane przez drapanie,
- -3: pobudzane przez strumień powietrza,
- -4: pobudzane przez uderzanie,
- -5: pobudzane palcami,
- -6: pobudzane plektronem,
- -7: pobudzane smyczkiem,
- -8: z klawiaturą,
- -9: z mechanicznym napędem.

Według tak określonej nomenklatury, przykładowy instrument – klawesyn – skatalogowany jest pod identyfikatorem 314.122-6-8.

### Klasyfikacja praktyczna

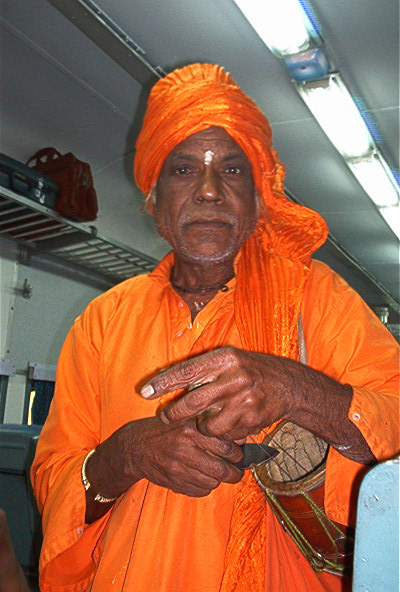
Muzyk szarpiący strunę ānandalaharī – chordofonu z grupy bębnów szarpanych

#### Długość strun
Ze względu na długość strun, chordofony dzielą się na takie, w których wszystkie struny mają jednakową długość (np. nabla, vina, instrumenty z rodziny skrzypiec), takie, w których struny mają różną długość (np. harfa, lira, psalterium, fortepian), oraz takie, w których występują struny o jednakowej i różnej długości (np. cytra, arcylutnie).

#### Incytator
Ze względu na rodzaj incytatora, czyli sposobu wzbudzania drgań, chordofony dzielą się na:
- szarpane, np. harfa, lutnia, gitara, cytra (struny szarpane palcami), mandolina, bałałajka, banjo, klawesyn (struny szarpane plektronem),
- uderzane, np. cymbały (struny uderzane palcatkami), fortepian (struny uderzane młoteczkami) i klawikord (struny uderzane tangentami),
- pocierane, np. skrzypce, altówka, wiolonczela i kontrabas (struny pocierane smyczkiem),
- dęte, np. harfa eolska (struny pobudzane strumieniem powietrza).

#### Konstrukcja
Ze względu na budowę, chordofony dzielą się na:
- lutnie (inaczej chordofony szyjkowe) – instrumenty wyposażone w korpus rezonansowy, z którego wyprowadzona jest szyjka służąca do przeciągnięcia strun poza korpus oraz do przytrzymywania instrumentu podczas gry. Lutniami krótkoszyjkowymi są m.in. dawne fidele i wiole oraz współczesne gitary oraz instrumenty z rodziny skrzypiec, lutniami długoszyjkowymi są m.in. perski setar, japoński szamisen i arabskie kemancze a guz,
- liry – instrumenty wyposażone w korpus i dwa ramiona wspierające poprzeczkę, do której zaczepione są końce strun, m.in. chrotta, kitara i lira grecka,
- cytry – instrumenty zbudowane z korpusu, wzdłuż którego rozciągnięte są struny, m.in. psalterium, cymbały, klawikord, szpinet, klawesyn, dulce melos(inne języki), fortepian tangentowy(inne języki), fortepian, chińskie se(inne języki), guquin i guzheng, japońska koto, pierwotna forma indyjskiej viny.
- harfy – instrumenty, w których struny rozciągnięte są między podłużnym korpusem rezonansowym a umiejscowionym u jego końca, pod pewnym kątem ramieniem. Są jedymi instrumentami strunowymi z pionową w stosunku do płyty rezonansowej płaszczyzną strun (w pozostałych struny przebiegają równolegle do płyty).

## Historia

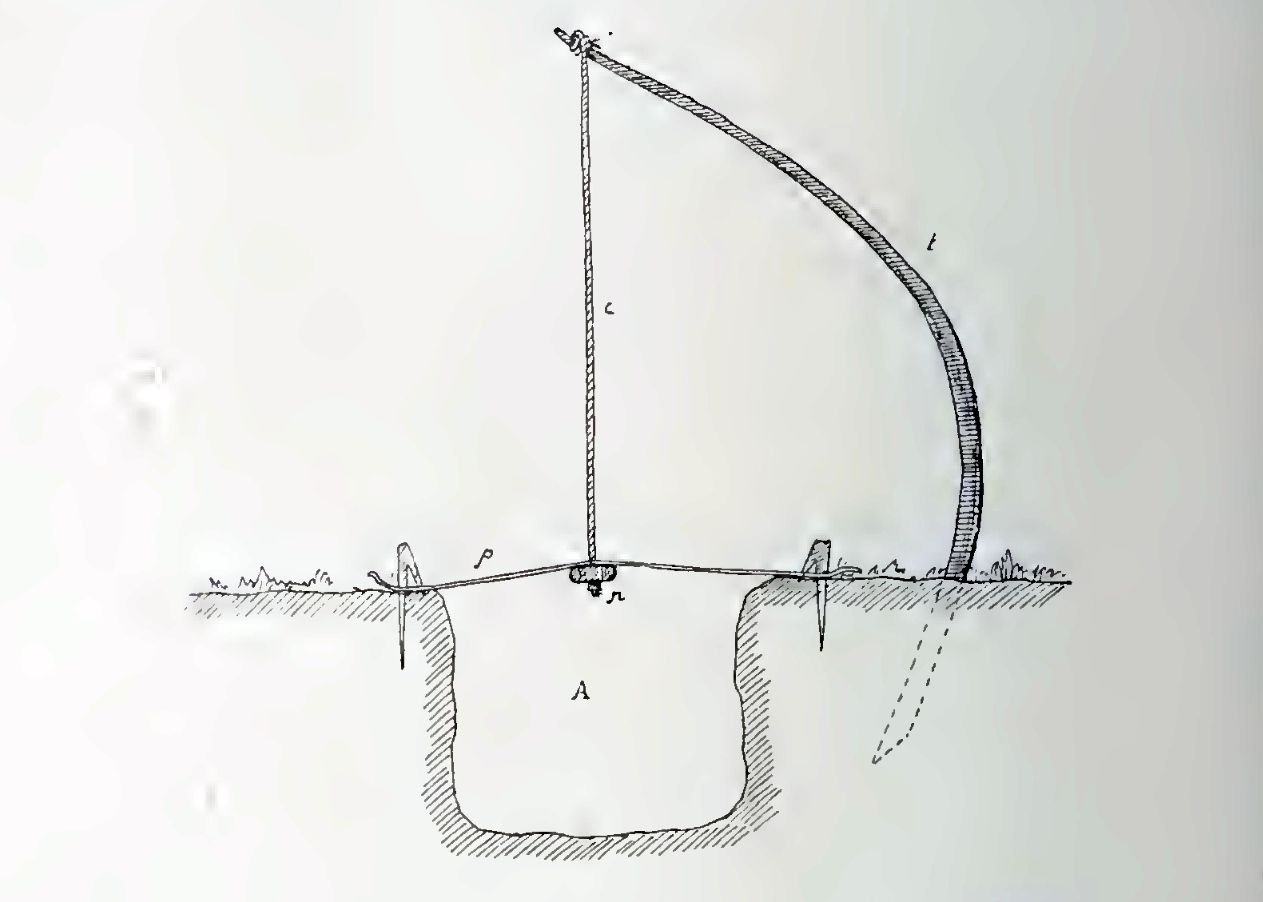
Schemat konstrukcyjny harfa jamowa – jednego z najwcześniejszych chordofonów

Najstarszymi chordofonami są harfy jamowe, cytry jamowe oraz łuki muzyczne. Geneza tych trzech typów instrumentów związana jest z początkami działalności człowieka, a występują one nadal wśród niektórych ludów pierwotnych; powstały w wyniku oddziaływania czynnika melodycznego, a nie motorycznego, rytualnego czy sygnałowego, jak w przypadku idiofonów, membranofonów oraz aerofonów. Harfy, liry, cymbały i instrumenty szyjkowe przedstawione są w ikonografii starożytnej Asyrii i Babilonu. Instrumenty smyczkowe istniały na terenach Półwyspu Indyjskiego 1000 lat p.n.e. Klawiaturę zastosowano w instrumentach strunowych w średniowieczu. W okresie baroku chordofony stały się podstawą instrumentarium kapel i orkiestr.